# Koninklijke Muziekvereniging Concordia, Londerzeel Malderen
De Koninklijke Muziekvereniging Concordia, Londerzeel Malderen is een fanfareorkest uit Malderen, nu deelgemeente van Londerzeel in de Belgische provincie Vlaams-Brabant, dat opgericht werd op 22 maart 1903. Sinds 1976 is de fanfare geklasseerd in de ere-afdeling van het Koninklijk Muziekverbond van België. 

## Geschiedenis
Als derde fanfare in de gemeente Malderen werd de 'Koninklijke Muziekvereniging Concordia Malderen' gesticht. In hetzelfde jaar werd deelgenomen aan een festival te Liezele. De vereniging was meer of minder een samenraapsel van de bestaande muziekverenigingen, het kostte in het begin veel energie een eenheid te vormen. De eerste dirigent was Henri De Boeck. Al spoedig had men ook een vaandel, dat echter tijdens de Eerste Wereldoorlog verloren ging. Ter gelegenheid van het 25-jarig jubileum werd een nieuw vaandel vervaardigd en de vier overblijvende stichters met een serenade geëerd. Na de Tweede Wereldoorlog werd gestart met een jaarlijks muziekconcert op Palmzondag. In 1953 werd aan de vereniging het predicaat Koninklijk verleend.
In 1954 organiseerde men eind mei een muziekwedstrijd. In 1961 werd binnen de vereniging een jeugdfanfare opgericht. Het zestigjarig bestaan werd in 1964 gevierd met een festival en een nationale muziekwedstrijd. 
Het trommel- en majorettenkorps van de vereniging ontstond in 1974. Een jaar later naam het fanfareorkest deel aan de optocht ter gelegenheid van de Jeanne d'Arc-feesten te Rouen (Frankrijk) en verzorgde er een concert, in 1978 gebeurde dit nogmaals.

## Toernooien en concoursen
In 1954 kwamen eerste deelnames aan muziekwedstrijden en aan het provinciaal toernooi van Brabant. In 1978 veroverden het orkest bij dit toernooi in de ere-afdeling de gouden medaille. De stad Rouen nodigde de fanfare voor het tweede maal uit aan de Jeanne d'Arc-feesten deel te nemen. In 1982 veroverde de fanfare opnieuw bij het provinciaal tornooi in de ere-afdeling de gouden medaille.
Bij het nationaal muziektoernooi van de stad Antwerpen in 1970 veroverde de fanfare een eerste prijs met onderscheiding en de gouden medaille. In 1990 behaalde de fanfare hier een eerste prijs met lof van de jury en wederom een gouden medaille. In 1993 werd het orkest nationaal kampioen in de ere-afdeling van de Fedekam Vlaanderen. Op 29 oktober 2000 werd het fanfareorkest nationaal kampioen van het Koninklijk Muziekverbond van België.
Op 7 juli 2001 nam het orkest deel aan 14e Wereld Muziek Concours te Kerkrade en veroverde met 86,4% een eerste prijs in de 3e afdeling van de sectie fanfare. Ook bij het 15e Wereld Muziek Concours te Kerkrade trad het orkest in de 3e afdeling fanfare op en behaalde 83,83%. Op 12 oktober 2008 werd de fanfare opnieuw provinciaal kampioen in de ere-afdeling met 92,5%.

## Dirigenten
- 1903-???? Henri De Boeck
- ????-???? Dhr. Bertin,
- ????-???? Jozef Caluwaerts
- ????-???? Dhr. Coogen
- ????-???? Jan Keymolen
- ????-???? P. Van der Roost
- ????-???? Frans Van Regemoorter
- 1982-1998 Willem Van Hout
- 1998-heden Danny Scheepers